# Art of Music

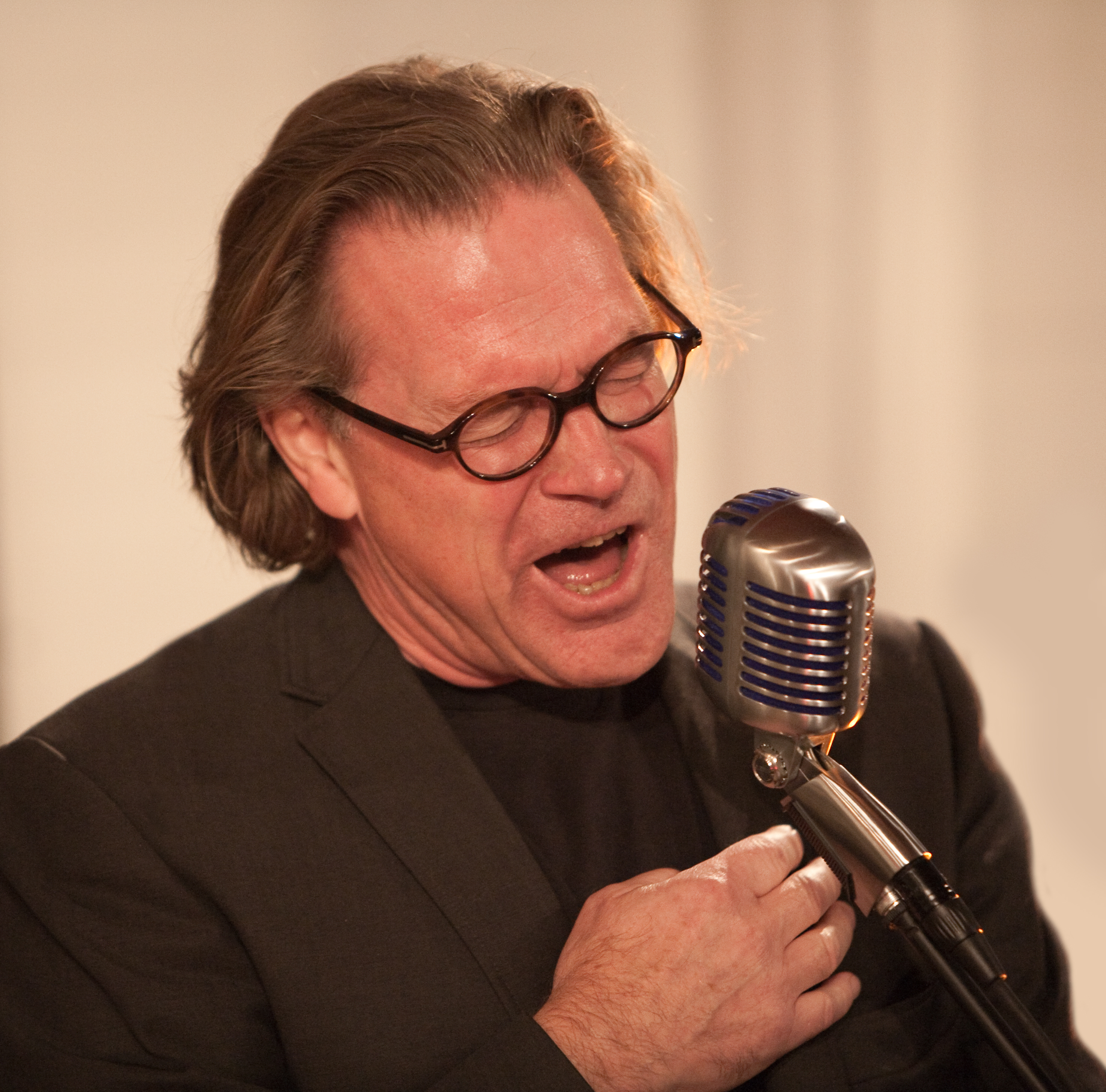
Swante Bobeck 2011

Art of Music var en känd rockgrupp i Malmö på 1960- och 1970-talet. Bandet spelade en form av progressiv rock och bandets enda LP betingar ett högt värde även utanför Sverige. Medlemmarna i bandet var Lars Andersson, Olle Franchell, Swante Bobeck och Anders Andersson. De tre sistnämnda spelar idag tillsammans i Stockholmsbandet Original Cover Band.